# Carlos Ascues
Carlos Antonio Ascues Ávila, né le 19 juin 1992 à Caracas (Venezuela), est un footballeur international péruvien qui joue au poste de défenseur central.

## Biographie

### Carrière en club
Ascues intègre l'équipe première de l'Alianza Lima lors de la saison 2011. Il y fait ses débuts le 15 mai 2011 face à Sport Huancayo (victoire 0-2).
En août 2012, il est transféré à Benfica, au Portugal, où il est cantonné à l'équipe réserve. Un an plus tard, il rejoint le Panetolikós FC en Grèce, où il signe un contrat de deux ans. En janvier 2014, il est prêté à l'Universidad San Martin, au Pérou, pour un an.
En février 2015, il rejoint le FBC Melgar, en 1re division péruvienne, où il signe pour deux ans. Cinq mois plus tard, il fait son retour en Europe, en étant transféré au VfL Wolfsburg en Allemagne, qui rachète son contrat pour 1,5 million d'euros.

### Carrière internationale
Capitaine de l'équipe du Pérou des moins de 20 ans en 2011, Ascues fait ses débuts en sélection A, le 6 août 2014, en inscrivant deux buts face au Panama (victoire 3-0). 
L'année suivante, il s'impose comme un titulaire en puissance de la sélection péruvienne, disputant 13 matchs cette année-là, participant notamment à la Copa América 2015, compétition où le Pérou se hisse à la 3e place.

#### Buts en sélection
| Buts en sélection de Carlos Ascues | Buts en sélection de Carlos Ascues | Buts en sélection de Carlos Ascues         | Buts en sélection de Carlos Ascues | Buts en sélection de Carlos Ascues | Buts en sélection de Carlos Ascues | Buts en sélection de Carlos Ascues |
|                                    | Date                               | Lieu                                       | Adversaire                         | Score                              | Résultat                           | Compétition                        |
| ---------------------------------- | ---------------------------------- | ------------------------------------------ | ---------------------------------- | ---------------------------------- | ---------------------------------- | ---------------------------------- |
| 1.                                 | 6 août 2014                        | Estadio Nacional, Lima (Pérou)             | Panama                             | 1-0                                | 3-0                                | Amical                             |
| 2.                                 | 6 août 2014                        | Estadio Nacional, Lima (Pérou)             | Panama                             | 3-0                                | 3-0                                | Amical                             |
| 3.                                 | 14 octobre 2014                    | Estadio Alejandro Villanueva, Lima (Pérou) | Guatemala                          | 1-0                                | 1-0                                | Amical                             |
| 4.                                 | 18 novembre 2014                   | Estadio Nacional, Lima (Pérou)             | Paraguay                           | 1-0                                | 2-0                                | Amical                             |
| 5.                                 | 18 novembre 2014                   | Estadio Nacional, Lima (Pérou)             | Paraguay                           | 2-0                                | 2-0                                | Amical                             |

## Palmarès

### En club
| FBC Melgar - Championnat du Pérou (1) : - Champion : 2015. |  | Alianza Lima - Championnat du Pérou (1) : - Champion : 2017. |

### En équipe nationale
Pérou
- Copa América :
  - Troisième : 2015.